# 助焊剂
助焊剂也称焊剂，在冶金术中是用化学方法清洁焊接金属表面以便锡焊、铜焊、或定位焊接的物质。焊剂有膏狀和液態兩種，不同的金属所用的焊剂也有不同，例如焊锡用氯化铵或松香；焊镀锌铁及其他锌面材料用氢氯酸或氯化锌；铜焊或以铜定位焊接黑色金属则用硼砂。
焊接材料在高温熔融后容易黏附于干净的相应焊接金属表面，但这些金属表面在高温下很易形成氧化层，使焊接材料难以黏附在表面。焊剂在室温稳定，在高温还原性很强，能清除金属表面氧化层。此外，焊剂在锡焊与铜焊过程中还能起润湿作用。

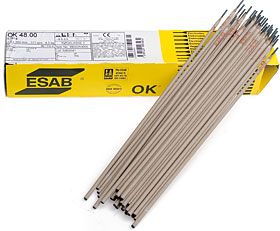
焊条外层包覆了一层助焊剂
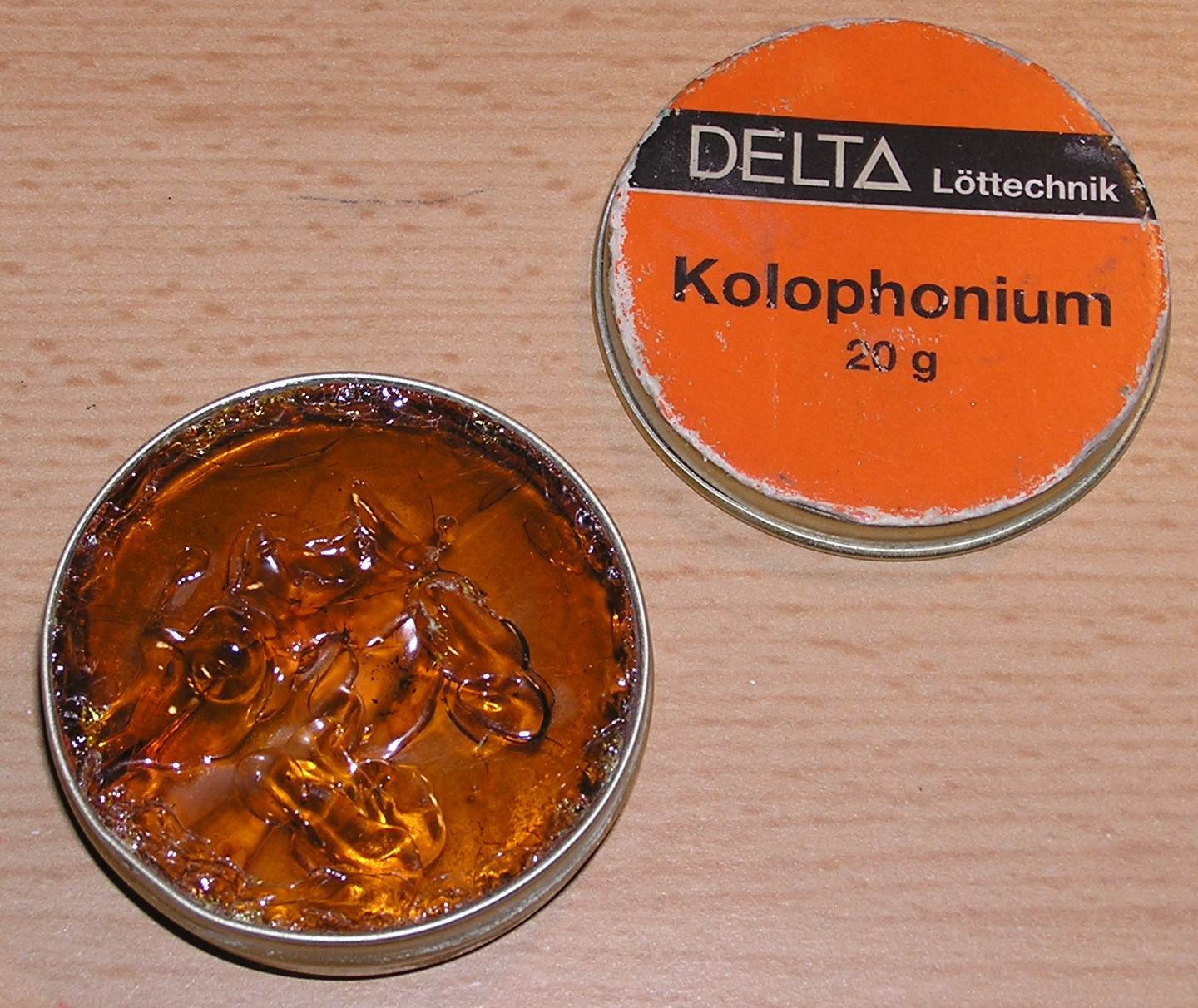
用作焊接的松香助焊剂
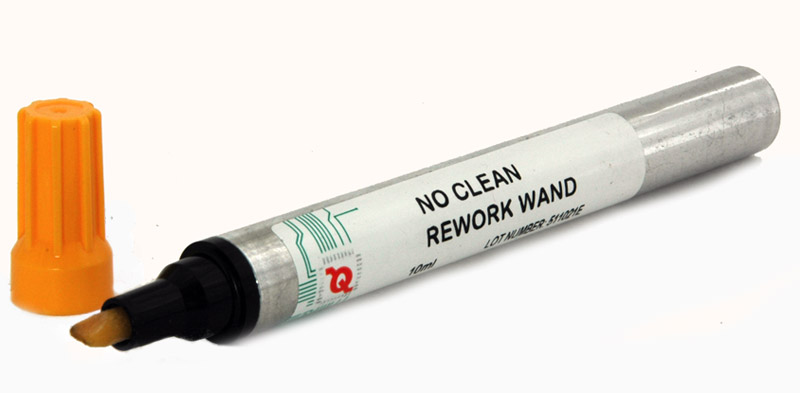
用於返工的助焊劑筆
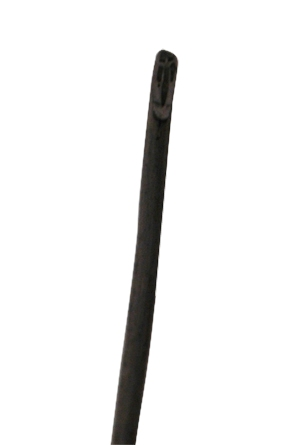
含有助焊劑的多芯焊料
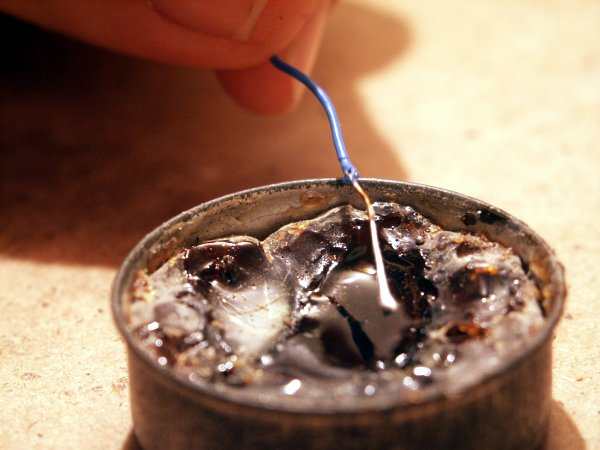
剛塗上焊料的電線，仍浸在熔化的松香助焊劑中